# ボグダン・ロボンツ

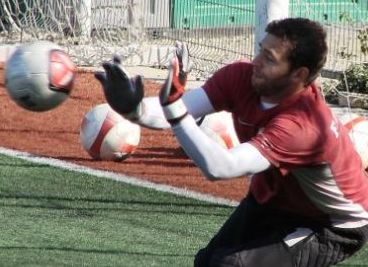
ディナモ・ブカレスト時代

ボグダン・ヨヌツ・ロボンツ（Bogdan Ionuț Lobonţ ルーマニア語発音: [boɡˈdan ˈjoˈnut͡s lobont͡s], 1978年1月18日 - ）は、ルーマニア・フネドアラ出身の元同国代表サッカー選手、サッカー指導者。現役時代のポジションはゴールキーパー。日本語ではロボントと表記されることもあるが原音からはより乖離する。

## 経歴
1995年に地元のFCコルヴィヌル・フネドアラでデビューし、1997年まで在籍した。1997年に強豪FCラピド・ブカレストに移籍し、その活躍から2000年にはアヤックス・アムステルダムに引き抜かれた。しかし怪我などから出場は1試合にとどまり、2002年に母国のFCディナモ・ブカレストにレンタル移籍した。アヤックス復帰後は後にローマで共にプレーするマールテン・ステケレンブルフらとポジションを争ったが、怪我に苦しんだ。
2006年1月20日、セバスティアン・フレイを負傷で失ったACFフィオレンティーナに緊急移籍。その穴を埋めた。だが2006-07シーズン途中にフレイが怪我から復帰すると出場機会を失い、代表招集への影響を考慮し古巣のディナモ・ブカレストに復帰した。同クラブではリーグ優勝に貢献した。
2009年8月1日、正GKのドニを怪我で欠くASローマへレンタル移籍しセリエAに復帰した。
2018年6月2日、クラブの公式サイト上で現役引退を発表した。

## 特徴
ゴールキーパーとしてはそれほど上背はないが、足元の技術に優れセービングに安定感があり、そのプレースタイルからMotarul（雄猫）のニックネームで呼ばれる。ルーマニア史上最高のゴールキーパーと呼ばれている。

## 人物
クリスティアン・キヴと親しく、代表で一緒になったときはお互いの髪の毛を切り合うほどの仲である。

## タイトル
ラピド・ブカレスト
- リーガ1 : 1998-99
- クパ・ロムニエイ : 1997-98
- スーペルクパ・ロムニエイ : 1998-99

アヤックス
- エールディヴィジ : 2003-04

ディナモ・ブカレスト
- リーガ1 : 2001-02, 2006-07